# Тритон Ланца
Тритон Ланца (Lissotriton lantzi) — вид земноводних з роду Малий тритон родини саламандрові. Отримав назву на честь французького вченого Амадея Луїса Ланца.

## Опис
Загальна довжина (з хвостом) становить 53,1—89,2 мм. Шкіра гладенька або слабкозерниста. Голова з темними поздовжніми смугами, одна з яких проходить через око. На відміну від самиці у самця у шлюбний період розвивається зазубрений гребінь на спині і хвості й широкі перетинки на пальцях задніх ніг, з боку хвоста з'являється перламутрово-блакитна поздовжня смуга, клоака стає більш опуклою. Як у шлюбний період, так і після нього все тіло самця вкрите великими темними плямами, відсутніми у самиці — у неї є дрібні крапочки на череві.

## Спосіб життя
Полюбляє хвойні, листяні, змішані ліси. Зустрічається на відстані до 300 м від найближчого водоймища. Зимує в лісовій підстилці. Живиться дрібною рибою, безхребетними.
Розмножується в дрібних ставках, озерах і канавах зі стоячою водою. Уникає водойм з низькою концентрацією кисню. Відношення числа самиць до числа самців під час парування 5:1 і навіть 10:1. Розмноження відбувається у березні— наприкінці травня і в липні. У кладці від 70 до 220 ікринок. Метаморфоз відбувається у червні—вересні, личинки з пізніх кладок зимують до весни.

## Розповсюдження
Мешкає на заході Кавказу, південно-східному Закавказзі (Азербайджан, Вірменія, Грузія), а також у Ростовській області Російської Федерації.